# KNVB Beker 2023/24 (amateurs)
De KNVB Beker voor amateurs in het seizoen 2023/24 betrof alleen de bekerstrijd in de zes KNVB-districten.

## Districtsbekers

#### Deelnemers
Aan de bekertoernooien konden zowel de zaterdag- als zondag-standaardteams uitkomend in de Vierde divisie 2023/24 en de lagere klassen (Eerste tot en met Vijfde klasse) deelnemen, alsmede de kampioenen en periodekampioenen van de reserve hoofdklassen en de winnaars van de districtsbekers voor reserve-elftallen 2022/23.

#### Opzet
In elk district werd er begonnen met de eerste ronde in poulevorm. Elke poule bestond in principe uit vier, maar minimaal drie elftallen, die een halve competitie afwerkten. Elftallen uitkomend in de Vierde divisie waren vrijgesteld van deze poulefase. Er waren aparte poules voor elftallen uitkomend in de Eerste en Tweede klasse en poules voor elftallen uitkomend in lagere klassen. Om te voorkomen dat elftallen die al in de competitie bij elkaar waren ingeleed ook bij elkaar in een poule kwamen, konden Eerste en Tweede klassers uit verschillende districten bij elkaar in een poule worden ingedeeld. Uit deze poules plaatsten de poulewinnaars en de nummers twee zich voor de knock-outfase van hun eigen district, uit de overige poules plaatsen zich alleen de poulewinnaars.

Bij gelijkspel in de knock-outfase werd de winnaar bepaald door middel van een strafschoppenserie, met uitzondering van een finale waar in dat geval eerst nog een verlenging werd gespeeld.

#### Plaatsing KNVB Beker 2024/25
De elftallen (uitgezonderd reserve-teams) die de halve finales in de districtsbekers bereikten, plaatsten zich voor het KNVB Bekertoernooi van het seizoen 2024/25. Van deze halvefinalisten promoveerden Excelsior '31 (Oost), Huizen (West I) en GOES (Zuid I) naar de Derde divisie en waren aldus geplaatst voor de KNVB Beker, waarop respectievelijk SDC Putten, Hollandia en Geldrop als beste verliezend kwartfinalisten zich ook plaatsten.

#### Bekerwinnaars
Quick '20 (Oost), Kolping Boys (West I), Poortugaal (West II) en UDI'19 (Zuid II) wonnen de districtsbeker voor het eerst, d'Olde Veste '54 (Noord) wist de bekerwist te prolongeren.
| Datum                             | Thuisclub        | Uitslag      | Uitclub          |
| Kwartfinales                      | Kwartfinales     | Kwartfinales | Kwartfinales     |
| --------------------------------- | ---------------- | ------------ | ---------------- |
| 19 maart                          | Peize            | 0-3          | SVBO             |
| 30 maart                          | ONS Sneek        | 1-0          | DZOH             |
| 30 maart                          | Be Quick Dokkum  | 0-2          | d'Olde Veste '54 |
| 30 maart                          | Blauw Wit '34    | 5-0          | Germanicus       |
| Halve finales                     |                  |              |                  |
| 25 april                          | SVBO             | 0-3          | d'Olde Veste '54 |
| 23 april                          | Blauw Wit '34    | 4-2          | ONS Sneek        |
| Finale, terrein Heerenveense Boys |                  |              |                  |
| 8 mei                             | d'Olde Veste '54 | 4-0          | Blauw Wit '34    |

| Datum                 | Thuisclub      | Uitslag          | Uitclub       |
| Kwartfinales          | Kwartfinales   | Kwartfinales     | Kwartfinales  |
| --------------------- | -------------- | ---------------- | ------------- |
| 28 maart              | Rohda Raalte   | 1-3              | Excelsior '31 |
| 30 maart              | Quick '20      | 5-2              | SDC Putten    |
| 30 maart              | AZSV           | 2-2 w.n.s.       | Juliana '31   |
| 30 maart              | FC Winterswijk | 4-1              | DTS Ede       |
| Halve finales         |                |                  |               |
| 24 april              | FC Winterswijk | 0-2              | Quick '20     |
| 25 april              | Excelsior '31  | 1-1 w.n.s. (6-7) | Juliana '31   |
| Finale, terrein AGOVV |                |                  |               |
| 8 mei                 | Quick '20      | 4-2              | Juliana '31   |

| Datum                      | Thuisclub    | Uitslag                 | Uitclub      |
| Kwartfinales               | Kwartfinales | Kwartfinales            | Kwartfinales |
| -------------------------- | ------------ | ----------------------- | ------------ |
| 30 maart                   | ASV Arsenal  | 1-1 w.n.s.              | Elinkwijk    |
| 30 maart                   | Hillegom     | 0-1                     | Huizen       |
| 30 maart                   | Kolping Boys | 2-1                     | Argon        |
| 4 april                    | FC De Bilt   | 0-0 w.n.s.              | Hollandia    |
| Halve finales              |              |                         |              |
| 24 april                   | Elinkwijk    | 0-6                     | Kolping Boys |
| 25 april                   | FC De Bilt   | 0-2                     | Huizen       |
| Finale, terrein FC Abcoude |              |                         |              |
| 9 mei                      | Kolping Boys | 0-0 (n.v.) w.n.s. (4-2) | Huizen       |

| Datum                      | Thuisclub    | Uitslag      | Uitclub      |
| Kwartfinales               | Kwartfinales | Kwartfinales | Kwartfinales |
| -------------------------- | ------------ | ------------ | ------------ |
| 30 maart                   | Forum Sport  | 1-0          | RCL          |
| 1 april                    | Poortugaal   | 1-1 w.n.s.   | RVVH         |
| 1 april                    | RKAVV        | 3-0          | Spijkenisse  |
| 2 april                    | Capelle      | 1-0          | Spirit       |
| Halve finales              |              |              |              |
| 23 april                   | Poortugaal   | 3-0          | Forum Sport  |
| 25 april                   | RKAVV        | 1-3          | Capelle      |
| Finale, terrein Heinenoord |              |              |              |
| 9 mei                      | Poortugaal   | 4-3          | Capelle      |

| Datum                               | Thuisclub     | Uitslag          | Uitclub       |
| Kwartfinales                        | Kwartfinales  | Kwartfinales     | Kwartfinales  |
| ----------------------------------- | ------------- | ---------------- | ------------- |
| 30 maart                            | Achilles Veen | 5-3              | Best Vooruit  |
| 30 maart                            | IFC           | 1-3              | GOES          |
| 1 april                             | Geldrop       | 1-1 w.n.s. (4-5) | Zwaluw VFC    |
| 1 april                             | Heerjansdam   | 1-0              | RBC           |
| Halve finales                       |               |                  |               |
| 16 april                            | Heerjansdam   | 0-2              | Achilles Veen |
| 18 april                            | Zwaluw VFC    | 2-4              | GOES          |
| Finale, terrein Trinitas Oisterwijk |               |                  |               |
| 9 mei/20 mei                        | GOES          | 1-5              | Achilles Veen |

| Datum                      | Thuisclub    | Uitslag          | Uitclub      |
| Kwartfinales               | Kwartfinales | Kwartfinales     | Kwartfinales |
| -------------------------- | ------------ | ---------------- | ------------ |
| 28 maart                   | UDI'19       | 2-0              | Margriet     |
| 1 april                    | DAW          | 3-2              | ZSV          |
| 1 april                    | RVU          | 0-2              | EVV Echt     |
| 1 april                    | Laar         | 1-1 w.n.s. (6-5) | GSV '28      |
| Halve finales              |              |                  |              |
| 18 april                   | DAW          | 3-1              | EVV Echt     |
| 18 april                   | Laar         | 1-2              | UDI'19       |
| Finale, terrein Bekkerveld |              |                  |              |
| 9 mei                      | DAW          | 0-2 (n.v.)       | UDI'19       |

1980/81 · 1981/82 · 1982/83 · 1983/84 · 1984/85 · 1985/86 · 1986/87 · 1987/88 · 1988/89 · 1989/90 · 1990/91 · 1991/92 · 1992/93 · 1993/94 · 1994/95 · 1995/96 · 1996/97 · 1997/98 · 1998/99 · 1999/00 · 2000/01 · 2001/02 · 2002/03 · 2003/04 · 2004/05 · 2005/06 · 2006/07 · 2007/08 · 2008/09 · 2009/10 · 2010/11 · 2011/12 · 2012/13 · 2013/14 · 2014/15 · 2015/16 · 2016/17 · 2017/18 · 2018/19 · 2019/20 · 2020/21 · 2021/22 · 2023/23 · 2023/24 · 2024/25 · 2025/26